# 轴脉蕨
轴脉蕨（学名：Ctenitopsis sagenioides）为叉蕨科轴脉蕨属下的一个种。

## 扩展阅读
- 維基物種上的相關：轴脉蕨